# Robin Lehner
Robin Lehner (* 24. července 1991 Göteborg, Švédsko) je švédský profesionální hokejový brankář, který v současné době hraje za tým Vegas Golden Knights v NHL.
V minulosti také hrál v NHL za Ottawu Senators, Buffalo Sabres, New York Islanders a Chicago Blackhawks.

## Hráčská kariéra

### Časná kariéra
Hokej začal hrát až v 10 letech. Předtím hrál fotbal. Svou hokejovou kariéru začal v týmu Mölndal IF a za pouhých sedm let se stal jedním z nejlepších švédských brankářů ve své věkové skupině. Poté hrál za Frölundu HC až do sezóny 2008–09. V roce 2009 byl ve vstupním draftu NHL vybrán týmem Ottawa Senators.

### Ottawa Senators
Dne 29. března 2010 podepsal s Ottawou tříletý kontrakt.
V roce 2010, po úspěšné sezóně v Sault Ste. Marie, hrál pro sezónu 2010–11 v týmu Binghamton Senators. Lehner debutoval v AHL 15. října 2010. Následujícího dne Lehner debutoval i v NHL, v zápase proti Montrealu Canadiens, kde v zápase vystřídal Pascala Leclairea, který se v zápase zranil. S tímto debutem v 19 letech, dvou měsících a 24 dnech se Lehner stal nejmladším švédským brankářem, který hrál v NHL, čímž překonal rekord Jhonase Enrotha.
Lehner vyhrál svůj první zápas v NHL dne 13. ledna 2011, kdy Ottawa porazila New York Islanders poměrem 6:4. Dne 7. června 2011 získal Lehner Jack A. Butterfield Trophy jako nejužitečnější hráč play-off AHL sezóny 2010–11.
Dne 17. května 2013 debutoval v play off NHL proti Pittsburghu Penguins poté, co byl v zápase vystřídán za Craiga Andersona.
Dne 31. července 2014 podepsal s Ottawou tříleté prodloužení smlouvy.

### Buffalo Sabres
Dne 26. června 2015 byli Robin Lehner a David Legwand vyměněni do týmu Buffalo Sabres za Colina Whitea.

### New York Islanders
Dne 3. července 2018 podepsal Lehner jako volný hráč jednoroční kontrakt s týmem New York Islanders za 1,5 milionu dolarů. 8. října byl Lehner prvním brankářem v historii Islanders, který při svém debutu vychytal nulu a přispěl tak k výhře 4:0 nad týmem San Jose Sharks.
Dne 21. června 2019 vyhrál Bill Masterton Memorial Trophy za oddanost a věrnost hokeji. Liga ovšem omylem vyryla jeho jméno k nesprávnému týmu a to konkrétně k týmu New York Rangers.

### Chicago Blackhawks
Dne 1. července 2019 podepsal Lehner roční smlouvu s týmem Chicago Blackhawks za 5 milionů dolarů. Lehner chtěl vyjednat s Islanders novou smlouvu, ale tým údajně místo toho podepsal bývalého brankáře Colorada Avalanche Semjona Varlamova.

### Vegas Golden Knights
Dne 24. února 2020, Lehner byl vyměněn do týmu Vegas Golden Knights výměnou za dvojici Malcolm Subban a Slava Demin.
Dne 23. srpna 2020 Lehner zaznamenal výhru 5:0 nad týmem Vancouver Canucks. Když Golden Knights porazili Canucks a začali soutěžit ve finále Západní konference proti Dallasu Stars, začaly se objevovat zvěsti, že Lehner podepsal s týmem prodloužení kontraktu. Před zahájením 4. zápasu ve finále Západní konference, mezi těmito dvěma týmy, Lehner taková tvrzení popřel.
Dne 3. října 2020 Lehner souhlasil s pětiletým prodloužením smlouvy s Golden Knights za 25 milionů dolarů.

## Mezinárodní hra
Lehner soutěžil v Švédském národním týmu v roce 2009 Mistrovství světa U18, kde se Švédsko umístilo na pátém místě. Dále se také zúčastnil Mistrovství světa juniorů v ledním hokeji 2011, kde jeho tým skončil na čtvrtém místě.

## Osobní život
Když dlouholetý kapitán senátorů Daniel Alfredsson v roce 2013 podepsal smlouvu s Detroitem Red Wings, prodal svůj dům v Ottawě Lehnerovi.
Lehner je fanouškem death metalu a zejména švédské skupiny In Flames, která pochází z Lehnerova rodného města Göteborgu. Kapela dokonce ovlivnila i design na Lehnerově masce. Na jedné ze svých masek má také vyzobrazenou Pandu. Díky tomu se mu začalo přezdívat Panda.
Lehner žije se svou manželka Donyou Lehnerovou (rozenou Nainiovou) se kterou má dvě děti: syna Lennoxe a dceru Zoe.
Lehner byl diagnostikován s bipolární poruchou, deficitu pozornosti s hyperaktivitou (ADHD) a post-traumatickou stresovou poruchou (PTSD) a bojoval s alkoholem a drogové závislosti. 

## Statistiky kariéry

### Ligové
| 2009–10     | Sault Ste. Marie Greyhounds | OHL         | 47  | 27  | 13  | 2574  | 120 | 5  | 2,80 | 91,8 | 5  | 1  | 4  | 279  | 20 | 0 | 4,29 | 87,4 |
| 2009–10     | Binghamton Senators         | AHL         | 2   | 2   | 0   | 120   | 6   | 0  | 3,00 | 89,8 | -  | -  | -  | -    | -  | - | -    | -    |
| 2010–11     | Binghamton Senators         | AHL         | 22  | 10  | 8   | 1246  | 56  | 3  | 2,70 | 91,2 | 19 | 14 | 4  | 1112 | 39 | 3 | 2,10 | 93,9 |
| 2010–11     | Ottawa Senators             | NHL         | 8   | 1   | 4   | 341   | 20  | 0  | 3,52 | 88,8 | -  | -  | -  | -    | -  | - | -    | -    |
| 2011–12     | Binghamton Senators         | AHL         | 40  | 13  | 22  | 1156  | 119 | 2  | 3,26 | 90,7 | -  | -  | -  | -    | -  | - | -    | -    |
| 2011–12     | Ottawa Senators             | NHL         | 5   | 3   | 2   | 299   | 10  | 1  | 2,01 | 93,5 | -  | -  | -  | -    | -  | - | -    | -    |
| 2012–13     | Binghamton Senators         | AHL         | 31  | 18  | 10  | 1841  | 65  | 3  | 2,12 | 93,8 | -  | -  | -  | -    | -  | - | -    | -    |
| 2012–13     | Ottawa Senators             | NHL         | 12  | 5   | 3   | 735   | 27  | 0  | 2,20 | 93,6 | 2  | 0  | 1  | 49   | 2  | 0 | 2,45 | 92,0 |
| 2013–14     | Ottawa Senators             | NHL         | 36  | 12  | 15  | 1942  | 99  | 1  | 3,06 | 91,3 | -  | -  | -  | -    | -  | - | -    | -    |
| 2014–15     | Ottawa Senators             | NHL         | 25  | 9   | 12  | 779   | 74  | 0  | 3,02 | 90,5 | -  | -  | -  | -    | -  | - | -    | -    |
| 2015–16     | Buffalo Sabres              | NHL         | 21  | 5   | 9   | 1155  | 48  | 1  | 2,47 | 92,4 | -  | -  | -  | -    | -  | - | -    | -    |
| 2015–16     | Rochester Americans         | AHL         | 3   | 1   | 2   | 179   | 10  | 0  | 3,36 | 88,8 | -  | -  | -  | -    | -  | - | -    | -    |
| 2016–17     | Buffalo Sabres              | NHL         | 59  | 23  | 26  | 3406  | 152 | 2  | 2,68 | 92   | -  | -  | -  | -    | -  | - | -    | -    |
| 2017–18     | Buffalo Sabres              | NHL         | 53  | 14  | 26  | 2853  | 143 | 3  | 3,01 | 90,8 | -  | -  | -  | -    | -  | - | -    | -    |
| 2018–19     | New York Islanders          | NHL         | 46  | 25  | 13  | 2616  | 93  | 6  | 2,13 | 93   | 8  | 4  | 4  | 449  | 15 | 0 | 2,00 | 93,6 |
| 2019–20     | Chicago Blackhawks          | NHL         | 33  | 16  | 10  | 1876  | 94  | 0  | 3,01 | 91,8 | -  | -  | -  | -    | -  | - | -    | -    |
| 2019–20     | Vegas Golden Knights        | NHL         | 3   | 3   | 0   | 180   | 5   | 1  | 1,67 | 94   | 16 | 9  | 7  | 966  | 32 | 4 | 1,99 | 91,7 |
| 2020–⁠21     | Vegas Golden Knights        | NHL         | 19  | 13  | 4   | 1156  | 44  | 1  | 2,29 | 91,3 | 3  | 1  | 2  | 183  | 11 | 0 | 3,62 | 88,7 |
| 2021–⁠22     | Vegas Golden Knights        | NHL         | 44  | 23  | 17  | 2547  | 120 | 1  | 2,83 | 90,7 | -  | -  | -  | -    | -  | - | -    | -    |
| 2022–⁠23     | Vegas Golden Knights        | NHL         | 0   | -   | -   | -     | -   | -  | -    | -    | -  | -  | -  | -    | -  | - | -    | -    |
| 2023–⁠24     | Vegas Golden Knights        | NHL         | 0   | -   | -   | -     | -   | -  | -    | -    | -  | -  | -  | -    | -  | - | -    | -    |
| NHL celkově | NHL celkově                 | NHL celkově | 364 | 152 | 141 | 20584 | 929 | 17 | 2,71 | 91,7 | 29 | 14 | 14 | 1647 | 60 | 4 | 2,19 | 91,9 |

### Mezinárodní
| Rok    | Tým     | Turnaj | Umístění |   | Z | V | P   | ČAS | OG | ČK   | POG  | Úsp% |
| ------ | ------- | ------ | -------- | - | - | - | --- | --- | -- | ---- | ---- | ---- |
| 2009   | Švédsko | MS18   | 5. místo | 4 | - | - | 236 | 11  | 1  | 2,80 | 91,6 |      |
| 2011   | Švédsko | MSJ    | 4. místo | 3 | 1 | 1 | 195 | 9   | 1  | 2,77 | 90,6 |      |
| Součty | Součty  | Součty | Součty   | 7 | 1 | 1 | 431 | 20  | 2  | 2,79 | 91,1 |      |

## Ocenění a vyznamenání
| Cena                                     | Sezóna    |        |
| OHL                                      | OHL       | OHL    |
| ---------------------------------------- | --------- | ------ |
| Brankář týdne (22. listopadu, 31. ledna) | 2009–10   |        |
| AHL                                      |           |        |
| Jack A. Butterfield Trophy               | 2010–2011 |        |
| Calder Cup (Binghamton Senators)         | 2010–2011 |        |
| NHL                                      |           |        |
| William M. Jennings Trophy               | 2018–2019 |        |
| Bill Masterton Memorial Trophy           | 2018–2019 | [ 14 ] |
| Švédsko                                  |           |        |
| Cena Golden Puck                         | 2018–2019 |        |